# Agykéreg
Az agykéreg (latinul cortex cerebri) az agy lebenyeinek külső rétege, ami nagyjából szimmetrikus. Felülete igen tekervényes. Az agytekervényeket (gyrus cerebri)  agybarázdák (sulcus cerebri) határolják.
Az emberi agy az agykéreg vastagságában, annak és a lebenyek barázdáltságában, valamint a nagyagy kisagyhoz viszonyított méretarányában különbözik más állatok agyától, de a delfin és a bálna agykérgének barázdáltsága kivételt képez, mert ezek még az emberi agykéregnél is barázdáltabbak.
Az emberi agykéreg relatív növekedésével az agy többi részei fölött domináns helyzetbe került. Így az agykéreg alatti szerkezeti egységek funkcióira és azok relatív nagyságára is hatást gyakorolt. Ez utóbbit például az mutatja, hogy más állatokhoz viszonyítva a cerebellum, vagyis a kisagy két oldalsó nyúlványa, ami a nagyaggyal áll kapcsolatban, nagyon túlfejlett a motoros funkciókat szolgáló középső kapcsolati rész rovására; a minőségi különbséget pedig az, hogy az emberrel szemben, akinek agykérge életfontosságú, egy patkányt még agykérgének teljes eltávolítása sem akadályozza meg abban, hogy futkározzon és a környezetét felismerje.

## Neocortex

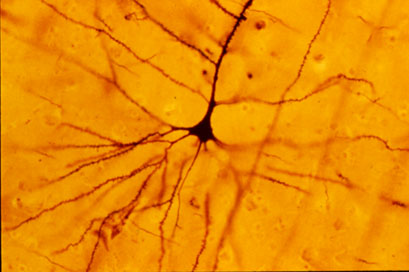
Piramissejt Golgi-festéssel a Commonsból

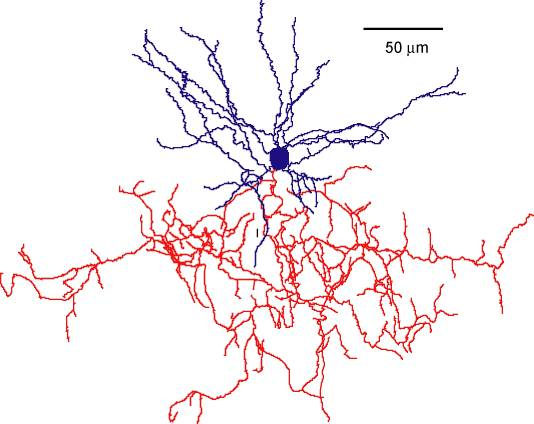
Egy egérből származó chandelier sejt, (Rekonstrukció: Alan Woodruff and Rafael Yuste, PLoS Biology. a Commonsból

Az agykéreg legfejlettebb része a neocortex, más néven isocortex (magyarul új agykéreg), ami a természetes kiválasztódás folyamatának utolsó szakaszában jelent meg főleg a homloklebenyben. Ennek különleges sejtjei a nagyméretű és hosszú axonokkal rendelkező, alakjukról piramissejteknek nevezett idegsejtek. A sokkal kisebb, több néven is ismeretes sokelágazású csillársejt közvetítésével egyetlen ingerület az elágazott utakon egyidejűleg számos helyre is el tud jutni. Ennek franciás neve kinézetéből ered: felső, patronoknak vagy töltényeknek (angolul cartridge) nevezett dendritjeinek csillárszerű elhelyezése miatt. A távközlés szempontjából azonban nem minden chandelier-sejt egyenértékű. Van olyan, amely stratégikusan, egy piramissejt közelében, annak fő axonjához kapcsolva, annak közelsége és az axonnal való szoros kapcsolatán keresztül különösen erős hatást tud gyakorolni a közeli piramissejtre.

## Az agykéreg térképe
Számos kutató tűzte ki céljául az agykéreg feltérképezését, annak megállapítását és ábrázolását, hogy melyik kéregrész melyik testrésszel áll funkcionális kapcsolatban. (Jó feloldású térkép még hiányzik.) Ilyen térkép különböző zónákat mutat be, amelyek belső szerkezete maga is sokszor elég bonyolult. Egyesekre külön térképeket készítettek, amelyeken a cortex térkép csatlakozó pontjai a testrészek, vagy absztrakt fogalomegységek csatlakozó pontjainak felelnek meg. (Brodmann-féle kéregmezők).
Egy cortextérképen minden egyes pont elektromos stimulációja a megfelelő testrész izmának megrándulását, kontrakcióját eredményezi. A térképre ún. „szomatotopikus” ábrázolási mód jellemez, tehát az ábra részletessége nem a test nagyságával, hanem a motoros szabályozás és a diszkrimináció finomságával arányos. Például a fejet csaknem háromszor akkora zóna ábrázolja, mint a torzó egész hátsó részét; a nyelvet, az ajkakat és az ujjakat ábrázoló zónák a térképen különösen nagyok a valódi testarányokhoz képest.
A látással kapcsolatos zónák retinotopikusak, vagyis a szem hátsó oldalát határoló fényérzékeny neuronréteg, a retina topográfiáját mutatják. Az ábra itt sem arányos: a látómező közepe, a foeva fel van nagyítva. A hallással kapcsolatos zónák tonotopikusak, vagyis a hang elhelyezése a térképen a rezgési frekvencia elhelyezésének felel meg. Több retinotopikus és tonotopikus térkép is létezik.